# 浣溪站
浣溪站位于湖南省株洲市茶陵县，是吉衡铁路的一座火车站，技术性质为中间站，不办理客、货运业务，为列车提供到发和会让，车站等级为四等站。